# Comtat de Dublín
El comtat de Dublín (pron.: /ˈdʌblɨn/; localment /ˈdʊbᵊlən/ gaèlic irlandès: Contae Bhaile Átha Cliath), o més correctament la regió de Dublín (Réigiúin Átha Cliath) és un comtat tradicional de la província de Leinster (República d'Irlanda), que inclou als comtats moderns de Dublín ciutat, Dún Laoghaire–Rathdown, Fingal i Dublín Sud. Es troba a la costa oriental d'Irlanda i és el tercer comtat més petit del país. Limita amb el comtat de Meath al nord-oest, amb el comtat de Kildare al sud-est i amb el comtat de Wicklow al sud. El nom Dublín prové del gaèlic dubh linn (aigües fosques). Fou una de les primeres parts de l'illa a ser convertida en comtat pel rei Joan Sense Terra després de la invasió anglonormanda.

## Situació de l'irlandès
Hi ha 10.469 parlant d'irlandès al comtat de Dublín a les 31 Gaelscoils (escoles primàries en irlandès) i 8 Gaelcholáiste (escoles secundàries en irlandès). Podria haver uns altres 10.000 parlants d'irlandès de la Gaeltacht vivint i treballant a Dublín.

## Divisió del comtat

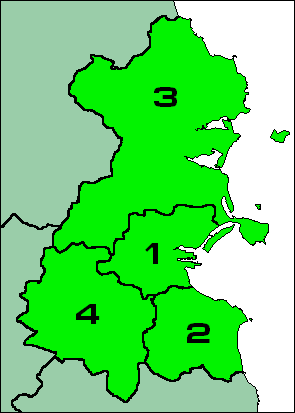
Regió de Dublín

El comtat va perdre el seu estatut administratiu en 1994, quan la primera part de la secció 9 de l'Local Government (Dublin) Act, 1993, va indicar que el dia 1 de gener de 1994 el comtat deixarà d'existir. En aquell moment, i en resposta a un informe del Consell d'Europa que destacava a Irlanda com el país centralitzat de la Unió Europea, va decidir que l'àrea de Dublín en un sol comtat era impracticable segons una perspectiva del govern local. El comtat va ser suprimit i substituït formalment per quatre governs locals.
| Nom | Nom                    | Àrea                      | Població |
| --- | ---------------------- | ------------------------- | -------- |
| 1   | Dublin City            | 11,499 km2 (4,440 sq mi)  | 525.383  |
| 2   | Dún Laoghaire–Rathdown | 12,731 km2 (4,915 sq mi)  | 206.995  |
| 3   | Fingal                 | 45,460 km2 (17,550 sq mi) | 273.051  |
| 4   | Dublín Sud             | 22,274 km2 (8,600 sq mi)  | 265.174  |

## Ciutats i viles
- Adamstown
- Artane
- Ashtown
- Balbriggan
- Baldoyle
- Balgriffin
- Ballinteer
- Ballsbridge
- Ballyboden
- Ballybrack
- Ballybough
- Ballyfermot
- Ballygall
- Ballymount
- Ballymun
- Ballyroan
- Balrothery
- Bayside
- Beaumont
- Belfield
- Blackrock
- Blanchardstown
- Bluebell
- Booterstown
- Brittas
- Broadstone
- Cabinteely
- Cabra
- Carrickmines
- Castleknock
- Chapelizod
- Cherrywood
- Churchtown
- Clondalkin
- Clonsilla
- Clonskeagh
- Clontarf
- Coolmine
- Coolock
- Corduff
- Cornelscourt
- Crumlin
- Dalkey
- Darndale
- Dartry
- Deansgrange
- Dollymount
- Dolphin's Barn
- Donabate
- Donaghmede
- Donnybrook
- Donnycarney
- Drimnagh
- Drumcondra
- Dún Laoghaire
- Dundrum
- East Wall
- Edmondstown
- Fairview
- Finglas
- Firhouse
- Foxrock
- Garristown
- Glasnevin
- Glasthule
- Glencullen
- Glenageary
- Goatstown
- Grangegorman
- Harold's Cross
- Howth
- Inchicore
- Irishtown
- Islandbridge
- Jobstown
- Kill O' The Grange
- Kilbarrack
- Killester
- Killiney
- Kilmacud
- Kilmainham
- Kilnamanagh
- Kilternan
- Kimmage
- Kinsealy
- Knocklyon
- Leopardstown
- Loughlinstown
- Lucan
- Lusk
- Malahide
- Marino
- Milltown
- Monkstown
- Mount Merrion
- Mulhuddart
- Newcastle
- Naul
- Oldbawn
- Ongar
- Palmerstown
- Phibsborough
- Portmarnock
- Portobello
- Raheny
- Ranelagh
- Rathcoole
- Rathfarnham
- Rathgar
- Rathmichael
- Rathmines
- Rialto
- Ringsend
- Rush
- Saggart
- Sallynoggin
- Sandycove
- Sandyford
- Sandymount
- Santry
- Shankill
- Skerries
- Smithfield
- Stepaside
- Stillorgan
- Stoneybatter
- Sutton
- Swords
- Tallaght
- Templeogue
- Terenure
- The Coombe
- Tyrrelstown
- Walkinstown
- Whitechurch
- Whitehall
- Windy Arbour